# Brassiophoenix
Brassiophoenix Burret – rodzaj roślin z rodziny arekowatych. Obejmuje dwa gatunki występujące endemicznie na Nowej Gwinei, w tropikalnych wilgotnych lasach nizinnych.
Nazwa naukowa rodzaju honoruje Leonarda Brassa, australijskiego przyrodnika żyjącego w latach 1900-1971. 

## Morfologia
PokrójMałe do średniej wielkości, polikarpiczne, jednopienne palmy.
PieńKłodzina smukła, wzniesiona, jasnoszara do brązowej.
LiścieWzniesione do rozpostartych. Blaszki liściowe pierzaste. Pochwy liściowe niekiedy z trójkątnym wyrostkiem, nagie lub gęsto biało kutnerowate lub bardzo drobno kropkowane, proksymalnie stulone w charakterystyczny pierścień (crownshaft). Ogonki liściowe bardzo krótkie, smukłe, głęboko kanalikowate doosiowo, zaokrąglone odosiowo, gęsto biało kutnerowate, drobno brązowo kropkowane, z ciemnymi, kędzierzawymi łuskami. Osadka liścia smukła, żłobiona pośrodku doosiowo, zaokrąglona odosiowo, gęsto pokryta ciemnymi lub czerwonobrązowymi łuskami. Listki klinowate, wierzchołkowo trójklapowane, ze środkową łatką wydłużoną, ząbkowane, u nasady z ciemnymi łuskami, jak osadka, odosiowo omszone. Żyłka główna i żyłki brzegowe wydatne.
KwiatyZebrane w kwiatostan, wyrastający spomiędzy liści na krótkim, bocznie spłaszczonym pędzie kwiatostanowym, gęsto ciemno lub biało kutnerowaty. Podsadka rurkowata, z jednym lub dwoma dodatkowymi, niekompletnymi, taśmowatymi lub trójkątnymi do wydłużonych podsadkami u nasady. Główna oś kwiatostanu dłuższa od pędu kwiatostanowego. Osie drugiego i trzeciego rzędu krótkie, zgrubiałe pośrodku, ułożone spiralnie na osi głównej, każda wsparta przysadką. Kwiaty wyrastające po trzy na całej długości osi trzeciego rzędu, wsparte jedną małą i dwiema większymi przysadkami. Kwiaty męskie o okwiecie złożonym z dwóch trzylistkowych okółków. Listki jednego okółka krótkie, zaokrąglone, nachodzące na siebie, o ząbkowanych brzegach. Listki drugiego okółka jajowate, grube, zwężające się do wierzchołka. Od ok. 100 do ok. 230 pręcików osadzonych jest na stożkowatym dnie kwiatowym. Nitki pręcików długie, smukłe, główki wydłużone, osadzone u nasady. Zawierający taniny łącznik wydłuża się u nasady między pylnikami. Jałowy słupek stożkowaty, mały, niekiedy z krótką szyjką. Kwiaty żeńskie jajowate. Listki jednego okółka okwiatu wolne, brzusznie zgrubiałe, szeroko nachodzące na siebie, z dużymi łuskami i nieregularnie podzielonych brzegach. Listki drugiego okółka dwukrotnie dłuższe w czasie kwitnienia, o zgrubiałych wierzchołkach. Prątniczki zrośnięte u nasady w płytki pierścień, na którym położone są trójklapowane wyrostki. Zalążnia jednokomorowa, jednozalążkowa, jajowata. Szyjki słupka nie wyróżnione. Znamię słupka trójdzielne, mięsiste.
OwoceElipsoidalne, zwężające się na obu końcach pestkowce, po wyschnięciu pomarszczone, bladożółtopomarańczowe lub czerwone. Egzokarp z krótkimi, pojedynczymi, ukośnymi wiązkami włókien przeplatanymi brachysklereidami. Mezokarp mięsisty. Endokarp twardy, gruby, żeberkowany.
GenetykaLiczba chromosomów 2n = 32.

## Systematyka
Pozycja systematycznaRodzaj należy do podplemienia Ptychospermatinae wyróżnianego w ramach plemienia Areceae w podrodzinie Arecoideae w rodzinie arekowatych (Arecaceae).
Wykaz gatunków
- Brassiophoenix drymophloeoides Burret
- Brassiophoenix schumannii (Becc.) Essig

## Zastosowanie
Uprawiane jako rośliny ozdobne. Deski z drewna Brassiophoenix wykorzystywane są na podłogi. Listki wykorzystywane są do nabierania pożywienia w czasie jedzenia.  